# Vitrificación
La vitrificación es el proceso de conversión de un material en un sólido amorfo similar al vidrio, carente de toda estructura cristalina. Esto se consigue por medio de un rápido enfriamiento de un material formador de red en estado de fusión mediante la mezcla con un aditivo. El proceso debe ser lo más rápido o instantáneo posible. Un ejemplo de vitrificación se puede ver en la criolipolisis.
Cuando el material de partida es sólido, la vitrificación normalmente conlleva el calentamiento de la sustancia a muy altas temperaturas, entre 1.100 °C y 1.700 °C. Muchos materiales cerámicos se producen de este modo. Este tipo de vitrificación también puede suceder de modo natural cuando un rayo cae sobre arena: las altas temperaturas pueden crear unas estructuras ramificadas llamadas fulguritas.
Cuando el material de partida es un líquido, se necesita un enfriamiento muy rápido o la introducción de agentes que impidan la formación de cristales. De forma natural, las ranas, peces e insectos árticos producen glicerol y glucosa para reducir la formación de hielo.
La solidificación de un sólido vítreo se produce a la temperatura de transición vítrea, que es menor que la temperatura de fusión.

## Vitrificación y embriología
La vitrificación se utiliza ampliamente como técnica de crioconservación de embriones y ovocitos. Dicha vitrificación se consigue mediante un enfriamiento muy rápido en el cual se utiliza una solución altamente concentrada que no cristaliza durante la congelación, de modo que su viscosidad aumenta con el descenso de temperatura hasta la formación de un estado sólido amorfo. La velocidad de descenso de la temperatura alcanza los 23.000 °C/min. Para conseguir un gran cambio de temperatura a gran velocidad, se usa un volumen mínimo de medio (menos de 0,1 microlitros) y nitrógeno líquido a -196 °C. La exposición y las tasas de congelación deben ser lo suficientemente rápidas para evitar la toxicidad y la formación de cristales intracelulares que puedan dañar el contenido celular. Para conseguir que la deshidratación sea muy rápida se utilizan crioprotectores en concentraciones elevadas. La velocidad de congelación/descongelación es indirectamente proporcional a la concentración de crioprotectores. Antes de la congelación, el material biológico debe equilibrarse con esta solución crioprotectora (en menor concentración) para que pueda soportar el choque osmótico. La tasa de supervivencia de las muestras es mayor del 90%, y los embriones suelen sobrevivir intactos.
Una vez puesta a punto la vitrificación en el laboratorio, la supervivencia es mayor del 90%, independientemente del tipo de muestra. Los embriones suelen sobrevivir intactos (100% de las blastómeras). Esta técnica es útil tanto para embriones como para ovocitos, pero no para los espermatozoides. Se necesita una velocidad extrema en el proceso de desvitrificación, sacando la muestra del nitrógeno líquido e introduciéndola en medio a 37 °C. Algunos estudios han recalcado que puede ser más importante esta velocidad de descongelación que la de congelación para conseguir una alta tasa de supervivencia en los ovocitos criopreservados.
Se destacan dos técnicas de empaque de los ovocitos para realizar la vitrificación: el sistema abierto (OPS) y el sistema cerrado (CPS). Los sistemas abiertos exponen las muestras directamente a nitrógeno líquido para maximizar la velocidad de enfriamiento y descongelación. Esto supuso una preocupación por parte de los profesionales, ya que se suponía que podía haber una contaminación de la muestra debida al nitrógeno. Para resolver ese problema, ciertos estudios han marcado el potencial de la luz ultravioleta como esterilizante del nitrógeno o el almacenamiento de los ovocitos en nitrógeno líquido con fase gaseosa, que contiene una menor densidad de contaminantes. Los sistemas cerrados, por su parte, se mostraron estériles. Sin embargo, el uso de estos dispositivos parece menos eficiente para la vitrificación de ovocitos debido a la disminución de la velocidad de enfriamiento (menor contacto con el nitrógeno), algunos estudios han indicado que los porcentajes de fecundación y embarazos son menores en estos sistemas cerrados.

## Dilemas sociales en la vitrificación de ovocitos
El incremento del marketing de la criopreservación de ovocitos ha sido criticado por inducir el retraso de la maternidad a las mujeres, ofreciendo una falsa sensación de seguridad. Es por ello que las mujeres deben tener en cuenta que el embarazo no puede ser garantizado mediante el uso de esta técnica y que es simplemente una segunda opción en caso de que la concepción natural falle. Además, el retraso de la maternidad, obviando la edad del ovocito usado, no evita los problemas de morbimortalidad asociada a un embarazo a alta edad, ya que hay ciertas patologías cuya proporción se ve aumentada: diabetes gestacional, preeclampsia o parto por cesárea.
Por último, es importante recalcar que hay datos limitados sobre la proporción de éxito entre los diferentes grupos de edad de mujeres y todavía no hay un consenso sobre cuál es la mejor edad para considerar la vitrificación de ovocitos.